# Municipio de Franklin (condado de Harrison, Ohio)
El municipio de Franklin (en inglés: Franklin Township) es un municipio ubicado en el condado de Harrison en el estado estadounidense de Ohio. En el año 2010 tenía una población de 603 habitantes y una densidad poblacional de 10,39 personas por km².

## Geografía
El municipio de Franklin se encuentra ubicado en las coordenadas 40°20′13″N 81°13′24″O / 40.33694, -81.22333. Según la Oficina del Censo de los Estados Unidos, el municipio tiene una superficie total de 58.04 km², de la cual 53,01 km² corresponden a tierra firme y (8,68 %) 5,04 km² es agua.

## Demografía
Según el censo de 2010, había 603 personas residiendo en el municipio de Franklin. La densidad de población era de 10,39 hab./km². De los 603 habitantes, el municipio de Franklin estaba compuesto por el 98,84 % blancos, el 0,33 % eran asiáticos y el 0,83 % eran de una mezcla de razas. Del total de la población el 0,17 % eran hispanos o latinos de cualquier raza.